# Йозеф фон Ауершперг
Мария Йозеф Игнац Симон Вилхелм фон Ауершперг (на немски: Maria Joseph Ignaz Simon Wilhelm Graf von Auersperg; * 1723; † 15 януари 1806, Ауершперг) е граф на Ауершперг.

## Произход
Той е син (най-малкото дете) на граф Йохан Адам Зигфрид фон Ауершперг (1676 – 1739) и съпругата му графиня Мария Анна Елеонора фон Мансфелд, принцеса на Фонди (1680 – 1724), вдовица на вилд- и Рейнграф Вилхелм Флорентин фон Залм (1670 – 1707) и на граф Карл Колона, фрайхер фон Фелс († 1713), дъщеря на фелдмаршал граф Хайнрих Франц фон Мансфелд, княз на Фонди (1640 – 1715) и Мария Луиза д'Аспремон († 1692). Баща му се жени втори път през 1725 г. за Мария Анна фон Гиованели (1688 – 1754).
Брат е на Волфганг Енгелберт фон Ауершперг (1716 – 1768) и Йохан Андреас фон Ауершперг (1717 – 1737, в битка) и полубрат на Йохан Паул Алойз фон Ауершперг (1729 – 1810) и полубрат на 1. имперски княз Николаус Леополд фон Залм-Залм (1701 – 1770).

## Фамилия
Йозеф фон Ауершперг се жени 1747 г. за графиня Мария Йозефа Розина фон Зайлерн и Ашпанг (* 8 февруари 1716; † 4 август 1790, Неумарктл), сестра на автрийския дипломат и държавник граф Кристиан Август фон Зайлерн-Ашпанг (1717 – 1801), дъщеря на граф Йохан Фридрих фон Зайлерн и Ашпанг (1676 – 1751) и графиня Анна Мария фон Ленгхаймб (1682 – 1773). Те имат осем деца, от които само две порастват:
- Франц Ксавер фон Ауершперг (* 1755; † 9 юни 1803, Виена), граф, женен на 25 юни 1778 г. за принцеса Мария Ернестина Терезия Раймунда фон Шварценберг (* 18 октомври 1752; † 12 април 1801), дъщеря на княз Йозеф I Адам фон Шварценберг (1722 – 1782) и принцеса Мария Терезия фон Лихтенщайн (1721 – 1753), бездетен.[3]
- Франциска Ксаверия фон Ауершперг (* 1756/9 октомври 1759; † 1811), омъжена на 8 февруари 1780 г. за граф Леополд Лоренц фон Щрасолдо-Графенберг (* 9 август 1739; † 17 август 1809)